# 사에키촌 (아이치현)
사에키촌(佐依木村)은 아이치현 가이토군에 설치되었던 촌이다. 현재의 아이사이시에 해당한다.